# Maïté Nahyr
Maïté Nahyr, née Nahyr Meerbergen le 25 octobre 1947 à Wilrijk (aujourd'hui intégrée dans Anvers) et morte le 19 août 2012 dans le 4e arrondissement de Marseille,, est une comédienne belge d'origine sud-américaine active au cinéma et au théâtre.

## Biographie
Maïté Nahyr remporte le premier prix du Conservatoire royal[Lequel ?] de Belgique avant de commencer une carrière cinématographique et théâtrale à partir des années 1960. Habituée des seconds rôles, elle joue sous la direction de célèbres réalisateurs et metteurs en scène dont Roman Polanski, Antoine Vitez, Federico Fellini et Serge Gainsbourg.
Ses rôles les plus notables sont dans Le Locataire de Roman Polanski, sorti en 1976, Je t'aime moi non plus de Serge Gainsbourg la même année, La Cité des femmes de Federico Fellini en 1980, Boy Meets Girl de Leos Carax en 1984 et Diên Biên Phu de Pierre Schoendoerffer en 1992.
Au théâtre, Maïté Nahyr est à l'affiche de La Visite, dans une mise en scène de Philippe Adrien, et de Ubu roi, monté par Antoine Vitez au Théâtre national de Chaillot en 1985.
Maïté Nahyr décède à Marseille le 19 août 2012 des suites d'une longue maladie, âgée de 64 ans.

## Théâtre
- 1973 : Paradis pour une syncope d'après L'Idiot de Dostoïevski au Palais des beaux-arts-Rideau de Bruxelles, mise en scène de François-Xavier Morel
- 1981 : Susn de Herbert Achternbusch présenté au Festival d'Avignon
- 1983 : Le Petit Mahagonny (Mahagonny Songspiel) de Bertolt Brecht joué aux Bouffes du Nord
- 1985 : Ubu roi mise en scène d'Antoine Vitez au théâtre national de Chaillot d'après la pièce d'Alfred Jarry
- 1986 : Électre, mise en scène d'Antoine Vitez, d'après la pièce de Sophocle
- 1987 : Une lune pour les déshérités, mise en scène d'Alain Françon d'après la pièce de Eugene O'Neill
- 1993 : Le Baladin du monde occidental, mise en scène de Jacques Nichet d'après la pièce de J. M. Synge
- 1997 : Six personnages en quête d'auteur, mise en scène de Jorge Lavelli d'après la pièce de Luigi Pirandello
- 2001 : L'Homosexuel ou la difficulté de s'exprimer, d'après Copi, présenté au théâtre de la Bastille
- 2001 : Six mouvements, sur textes en quatre langues (anglais, français, italien et grec) et direction de Haris Metaxa, spectacle de poésie-théâtre au théâtre de Segeste, Sicile dans le cadre de "Poesia all'alba", performance unique le 12 août 2001

## Filmographie
- 1974 : Le Nosferat ou les eaux glacées de calcul égoïste : Mère/Vierge/Reine
- 1976 : Le Locataire, de Roman Polanski : Lucille
- 1976 : Je t'aime moi non plus, de Serge Gainsbourg : la prostituée
- 1976 : Calmos : Une femme soldat
- 1977 : L'Enlèvement du régent : Le Chevalier d'Harmental de Gérard Vergez (téléfilm)
- 1977 : Violette et François
- 1979 : La Dérobade
- 1980 : Comme le temps passe (téléfilm)
- 1980 : La Cité des femmes, de Federico Fellini : La féministe
- 1983 : Die Olympiasiegerin : Geschäftsführer
- 1983 : Le Bâtard : La strip-teaseuse
- 1984 : Boy Meets Girl, de Leos Carax : Maïté
- 1984 : Ni avec toi ni sans toi d'Alain Maline : Sainte Ricard
- 1985 : Les Favoris de la lune, d'Otar Iosseliani : Madeleine Duphour-Paquet
- 1985 : Colette (mini-série)
- 1986 : Didi auf vollen Touren (téléfilm) : Deponiechefin
- 1987 : La Part de l'autre (téléfilm)
- 1987 : Les mois d'avril sont meurtriers, de Laurent Heynemann : Jeanne
- 1987 : L'amour selon Jeanne (court-métrage)
- 1987 : Électre (téléfilm)
- 1990 : Le Bal du gouverneur : Mademoiselle Reiche
- 1991 : La Tentation de Vénus : Maria Krawiecki
- 1991 : Sushi Sushi : La femme dépressive
- 1991 : Transit, de René Allio
- 1991 : Un drôle de contrat (téléfilm)
- 1992 : Riens du tout, de Cédric Klapisch : La directrice de coordination
- 1992 : Diên Biên Phu, de Pierre Schœndœrffer : L'eurasienne
- 1992 : Mademoiselle Fifi ou Histoire de rire (téléfilm)
- 1993 : Fausto : Rivka
- 1993 : La Nuit sacrée, de Nicolas Klotz : L'assise
- 1994 : Mademoiselle O de Jérôme Foulon (téléfilm)
- 1994 : La Vis (court-métrage) : Mme K
- 1994 : Le Sourire, de Claude Miller : Mado
- 1994 : Fortitude (téléfilm)
- 1995 : Aventures dans le Grand Nord (série télévisée, épisode Le sang du chasseur) : veuve Breault
- 1996 : Alla turca (téléfilm)
- 1996 : Le Poteau d'Aldo (téléfilm)
- 1997 : Capitaine au long cours : Maria
- 1999 : Maigret (série télévisée, épisode Meurtre dans un jardin potager) : Janine Joubert
- 2000 : Sur un air d'autoroute (téléfilm) : Mme Sandre
- 2000 : Victoire, ou la Douleur des femmes, de Nadine Trintignant (mini-séries télévisées) : La faiseuse d'anges